# Нго Куєн
Нго Куєн (в'єт. Ngô Quyền; 12 березня 897–944) — засновник в'єтнамської династії Нго, вионг в 939—944 роках.

## Життєпис
Походив з чиновничої родини. Син Нго Мана, намісника тяу (повіту) Зионглам. Народився 897 року в Зионгламі (північ сучасного В'єтнаму). За часів династії Кхук долучився до війська.
Перші письмові згадки відносяться до 931 року, коли діяв під орудою Зионг Дінь Нге, військовика Кхук Тхиа Мі. Відзначився у боротьбі проти інших військовиків, що боролися за спадок поваленої династії Кхук. За звитягу Зионг Дінь Нге оженив Нго Куєна на своїй доньці, а 934 року призначив префектом провінції Аї Чау (в долині річки Хонгха).
У 937 році Зионг Дінь Нге було повалено власним військовиком Кієу Конг Тієном, який спирався на допомогу Південної Хань. Нго Куєн 938 року захопив фортецю Дайла, повалив Кієу Конг Тієна, прийнявши титул цзєдуши. Невдовзі вимушений був протидіяти військам на чолі з Лю Хунцао, сином Лю Яня, імператора Південної Хань. Нго Куєн зумів об'єднати навколо себе місцеву знать, створивши потужне військо, що того ж року в битві на річці Батьданг завдало поразки Лю Хунцао, який загинув.
939 року оголосив себе вионгом (на кшталт китайського вана), тому був визнаний імператором Південної Хань. Нго Куєн не давав нової назви державі та не впровадив власні титули та посади, що тоді значило утворення незалежної держави. Водночас фактично був самостійним правителем. Він переніс столицю до гірського району, заснувавши місто-фортецю Лоатхань. Також розподілив управління між синами та родичами, що отримали титул шикуанів.
Помер Нго Куєн 944 року. Владу успадкував син Нго Сионг Нгап, який невдовзі стикнувся з претендентами на владу.